# Kup Krešimira Ćosića 2019./20.
Kup Krešimira Ćosića za 2019./20. je dvadeset deveto izdanje ovog natjecanja za hrvatske košarkaške klubove.  Natjecanje je sedmi put ukupno osvojio "Zadar".

## Sudionici
U natjecanju je sudjelovalo 28 klubova - po 12 sudionika "Premijer lige" i "Prve muške lige" te četiri kluba kvalificirana preko regionalnih kupova. 
| | | |
| - HT Premijer liga - Adria Oil Škrljevo, Škrljevo, Bakar - Alkar, Sinj - Cibona, Zagreb - Dubrava Furnir, Zagreb - Gorica, Velika Gorica - Hermes Analitica, Zagreb - Sonik Puntamika, Zadar - Split, Split - Šibenka, Šibenik - Vrijednosnice Osijek, Osijek - Zabok, Zabok - Zadar, Zadar | - Prva liga - Bosco, Zagreb - Cedevita Junior, Zagreb - Dubrovnik, Dubrovnik - Jazine Arbanasi, Zadar - Omiš Čagalj Tours, Omiš - Pula 1981, Pula - Ribola Kaštela, Kaštel Sućurac, Kaštela - Rudeš, Zagreb - Samobor, Samobor - Sesvete, Sesvete - Universitas, Split - Zapruđe, Zagreb | - preko regionalnih kupova - Didaora, Zadar - Kvarner 2010, Rijeka - Međimurje, Čakovec - Županja, Županja |

## Rezultati

### Prvi krug
Referetni datum odigravanja utakmica je bio 27. studenog 2019.

| par | klubovi                                     | rez.   | napomene, izvještaj |
| --- | ------------------------------------------- | ------ | ------------------- |
| A   | Pula 1981 - Zapruđe Zagreb                  | 101:70 |                     |
| B   | Međimurje Čakovec - Dubrovnik               | 76:82  |                     |
| C   | Rudeš Zagreb - Omiš Čagalj Tours            | 77:101 |                     |
| D   | Bosco Zagreb - Cedevita Junior Zagreb       | 86:88  |                     |
| E   | Kvarner 2010 Rijeka - Jazine Arbanasi Zadar | 79:100 |                     |
| F   | Ribola Kaštela (Kaštel Sućurac) - Sesvete   | 88:58  |                     |
| G   | Županja - Samobor                           | 66:71  |                     |
| H   | Diadora Zadar - Universitas Split           | 93:77  |                     |

### Drugi krug
Utakmice po rasporedu odigravanja 30. studenog i 1. prosinca 2019.

| par | klubovi                                                 | rez.  | napomene, izvještaj |
| --- | ------------------------------------------------------- | ----- | ------------------- |
| I   | Pula 1981 - Dubrovnik                                   | 97:89 |                     |
| J   | Omiš Čagalj Tours - Cedevita Junior Zagreb              | 81:74 |                     |
| K   | Jazine Arbanasi Zadar - Ribola Kaštela (Kaštel Sućurac) | 85:61 |                     |
| L   | Diadora Zadar - Samobor                                 | 76:64 |                     |

### Treći krug
Utakmice igrane od 5. do 15. siječnja 2020.

| par | klubovi                                        | rez.   | napomene, izvještaj |
| --- | ---------------------------------------------- | ------ | ------------------- |
| 1   | Vrijednosnice Osijek - Cibona Zagreb           | 77:103 |                     |
| 2   | Alkar Sinj - Zadar                             | 75:84  |                     |
| 3   | Dubrava Furnir Zagreb - Gorica (Velika Gorica) | 78:96  |                     |
| 4   | Zabok - Split                                  | 74:100 |                     |
| 5   | Pula 1981 - Adria Oil Škrljevo                 | 71:70  |                     |
| 6   | Omiš Čagalj Tours - Hermes Analitica Zagreb    | 72:80  |                     |
| 7   | Jazine Arbanasi Zadar - Sonik Puntamika Zadar  | 72:81  |                     |
| 8   | Diadora Zadar - Šibenka Šibenik                | 65:80  |                     |

### Završni turnir
Završni turnir u "Final eight" formatu je igran od 12. do 15. veljače 2020. u Zadru u Dvorani "Krešimira Ćosića".

| par             | klub1                  | rez.            | klub 2                  | napomene, izvještaj |
| četvrtzavršnica | četvrtzavršnica        | četvrtzavršnica | četvrtzavršnica         | četvrtzavršnica     |
| --------------- | ---------------------- | --------------- | ----------------------- | ------------------- |
| A               | Cibona Zagreb          | 106:93          | Šibenka Šibenik         |                     |
| B               | Gorica (Velika Gorica) | 101:82          | Hermes Analitica Zagreb |                     |
| C               | Split                  | 107:64          | Pula 1981               |                     |
| D               | Zadar                  | 99:73           | Sonik Puntamika Zadar   |                     |
|                 |                        |                 |                         |                     |
| poluzavršnica   |                        |                 |                         |                     |
| E               | Cibona Zagreb          | 83:73           | Gorica (Velika Gorica)  |                     |
| F               | Zadar                  | 85:75           | Split                   |                     |
|                 |                        |                 |                         |                     |
| završnica       |                        |                 |                         |                     |
|                 | Zadar                  | 89:76           | Cibona Zagreb           |                     |

## Unutarnje poveznice
- Kup Krešimira Ćosića
- Premijer liga 2019./20.
- Prva liga 2019./20.
- Druga liga 2019./20.
- Treća liga 2019./20.

## Vanjske poveznice
- hks-cbf.hr, natjecanja, Kup Krešimir Ćosić
- hks-cbf.hr, Kup Krešimir Ćosić, rezultati
- crosarka.com, Kup Krešimira Ćosića
- sportnet.hr, Kup "Krešimir Ćosić"  Arhivirana inačica izvorne stranice od 3. ožujka 2021. (Wayback Machine)